# منطقه حفاظت‌شده جاجرود
منطقهٔ حفاظت‌شدهٔ جاجرود یک منطقهٔ حفاظت‌شده با مساحت ۵۴۹۲۴ هکتار است که در استان تهران در ایران قرار دارد. این منطقهٔ حفاظت‌شده طبق مصوبهٔ شمارهٔ ۷۶۶ در تاریخ ۱۳۶۱/۶/۲۱ در فهرست مناطق تحت حفاظت سازمان محیط زیست ایران قرار گرفت.